# Wiener Tonkünstler-Orchester
Das Wiener Tonkünstler-Orchester war in Wien ein Orchesterverein, der bis 1933 bestand.

## Geschichte
Die Vorgängerinstitution war die Tonkünstler-Sozietät, die 1771 aufgrund einer Initiative des Komponisten Florian Leopold Gassmann gegründet wurde. Die Sozietät sollte Musikveranstaltungen für die Öffentlichkeit in Wien organisieren. Das von Gassmann komponierte und am 19. März 1772 uraufgeführte Oratorium La Betulia liberata war die erste Aufführung der Sozietät, deren Aufgabe es insbesondere war, sich um Witwen und Waisen verstorbener Mitglieder zu kümmern.
Der Name des Orchesters geht auf diese historische musikalische Einrichtung zurück und lebte in dem Anfang des 20. Jahrhunderts gegründeten Wiener Tonkünstler-Orchester weiter, das sein erstes Konzert am 10. Oktober 1907 im Wiener Musikverein unter den Dirigenten Oskar Nedbal, Hans Pfitzner und Bernhard Stavenhagen mit Werken von Goldmark, Grieg, Liszt und Beethoven gab. Musikgeschichte schrieb das Wiener Tonkünstler-Orchester 1913 mit der Uraufführung von Arnold Schönbergs Gurre-Liedern unter der Leitung von Franz Schreker. Sehr beliebt wurden beim Wiener Publikum die Sonntagnachmittagskonzerte des Tonkünstler-Orchesters. Während des Ersten Weltkriegs mussten die Tonkünstler und der so genannte Wiener Concertverein auf Grund materieller Nöte fusionieren. 1921 wurde daraus das Wiener Sinfonieorchester, die nachmaligen Wiener Symphoniker. Der Verein des Tonkünstler-Orchesters blieb jedoch bis 1933 als Konzertveranstalter bestehen.